# Dominic Mahony
Dominic Jan Graham Mahony, MBE (* 26. April 1964 in Plymouth) ist ein ehemaliger britischer Pentathlet, der heute als Verbandsfunktionär tätig ist.

## Karriere
Mahony war bei den Olympischen Spielen 1988 in Seoul erstmals Teil der britischen Mannschaft. Im Einzelwettbewerb gelang ihm der 16. Platz. Mit der Mannschaft, zu der neben Mahony noch Richard Phelps und Graham Brookhouse gehörten, gewann er die Bronzemedaille. Weniger erfolgreich waren seine Ergebnisse bei den Olympischen Spielen 1992 in Barcelona. So kam er im Einzel nicht über den 36. Platz hinaus, mit der Mannschaft erreichte er Rang sechs.
Seine einzige Medaille bei Weltmeisterschaften gewann er 1987 mit dem 3. Platz in der Mannschaftswertung mit Richard Phelps und Graham Brookhouse. 1992 und 1994 wurde er britischer Meister.
Nach seiner aktiven Karriere wurde Mahony in den Vorstand des Weltverbandes berufen. Seit 1998 ist er zudem im Vorstand des britischen Pentathlonverbandes. Für seine ehrenamtlichen Verdienste wurde er 2014 zum Member of the Order of the British Empire ernannt.
Er arbeitet bei einer Beratungsfirma in Buckinghamshire. Mahony ist verheiratet mit der ehemaligen Pentathletin Kate Houston, mit der er drei Kinder hat.